# Vương Tấn (nhà Đường)
Vương Tấn (chữ Hán: 王缙, 700 – 781), tự Hạ Khanh, người phủ Hà Trung, đạo Hà Đông , tể tướng nhà Đường trong lịch sử Trung Quốc.

## Thân thế
Tấn là thành viên của sĩ tộc họ Vương ở huyện Kỳ, quận Thái Nguyên, nhưng đã ngụ cư nhiều đời ở phủ Hà Trung, trở thành nhánh họ Vương ở Hà Đông. Ông kỵ là Vương Nho Hiền, được làm đến Triệu Châu tư mã. Ông cụ là Vương Tri Tiết, được làm đến Dương Châu tư mã. Ông nội là Vương Trụ, được làm đến Hiệp luật lang. Cha là Vương Xử Liêm, được làm đến Phần Châu tư mã. Anh trai là nhà thơ nổi tiếng Vương Duy.

## Khởi nghiệp
Tấn từ nhỏ hiếu học, cùng anh trai Vương Duy sớm nhờ văn tài mà nổi danh. Liên tiếp đỗ cao ở các khoa Thảo trạch và Văn từ thanh lệ, Tấn dần được thăng đến Thị ngự sử, Vũ bộ Viên ngoại lang.
Loạn An Sử nổ ra, Tấn được chọn làm Thái Nguyên thiếu doãn, cùng Lý Quang Bật giữ Thái Nguyên, có công bày mưu, được người ở nhiệm sở cử đứng đầu, gia chức Hiến bộ thị lang, kiêm bản quan. Bấy giờ anh trai Vương Duy không kịp tòng giá, phải nhận quan chức của phản quân; đến khi quan quân giành lại Trường An, triều đình nghị tội của ông ta. Tấn xin lấy quan chức của mình để chuộc tội cho anh trai, nên Duy được đặc cách giảm tội.
Sau đó Tấn được vào triều làm Quốc tử tế tửu, đổi làm Phượng Tường doãn, Tần, Lũng Châu phòng ngự sử, trải qua các chức vụ Công bộ thị lang, Tả Tán kỵ thường thị. Tấn soạn Huyền Tông ai sách văn, được người đời khen là hay. Về sau Tấn được đổi làm Binh bộ thị lang.

## Thăng tiến
Gặp lúc quan quân tiêu diệt Sử Triều Nghĩa, Hà Sóc chưa yên, triều đình giáng chiếu lấy Tấn lấy bản quan làm Hà Bắc tuyên úy; ông làm việc được đánh giá là xứng chức. Năm Quảng Đức thứ 2 (764) thời Đường Đại Tông, Tấn được bái làm Hoàng môn thị lang, Đồng bình chương sự, Thái Vi cung sứ, Hoằng Văn, Sùng Hiền quán đại học sĩ. Năm ấy, Hà Nam phó nguyên soái Lý Quang Bật mất ở Từ Châu, triều đình lấy Tấn làm Thị trung, Trì tiết Đô thống Hà Nam, Hoài Tây, Sơn Nam đông đạo Chư Tiết độ hành doanh sự. Tấn khẩn khoản từ chối chức Thị trung, triều đình nghe theo; được gia chức Thượng trụ quốc, kiêm Đông đô lưu thủ. Hơn năm sau, Tấn được thăng làm Hà Nam phó nguyên soái, xin cắt 40 vạn xâu tiền của quân tư để sửa cung điện ở Đông đô.
Năm Đại Lịch thứ 3 (768), U Châu tiết độ sứ Lý Hoài Tiên bị bộ tướng Chu Hi Thải giết chết, triều đình lấy Tấn lĩnh chức U Châu, Lư Long tiết độ sứ. Tấn đến trấn, tuy được Chu Hi Thải đối đãi cung kính, nhưng thấy ông ta đã nắm giữ quân đội, biết không thể khống chế, bèn khao quân chừng mươi ngày (tuần nhật), duyệt quân rồi quay về, giao tất cả mọi việc cho Hi Thải. Đến lượt Hà Đông tiết độ sứ Tân Vân Kinh mất, Tấn được kiêm chức Thái Nguyên doãn, Bắc đô lưu thủ, Hà Đông Tiết độ, Doanh điền, Quan sát đẳng sứ; ông xin rời chức Hà Nam phó nguyên soái, Đông đô lưu thủ, triều đình đồng ý. Tướng cũ ở Thái Nguyên là bọn Vương Vô Túng, Trương Phụng Chương cậy công, lại thấy Tấn là nhà Nho nên xem thường, luôn làm trái mệnh lệnh; một sớm Tấn triệu đến mà chém cả đi, khiến tướng lãnh đều run sợ.
Năm sau, Tấn được bãi chức ở Hà Đông để về triều, thụ chức Môn hạ thị lang, Trung thư môn hạ bình chương sự. Bấy giờ Nguyên Tái nắm quyền, Tấn nhún mình xu phụ ông ta, không dám trái ý; nhưng với kẻ khác, Tấn lại cậy tài và lớn tuổi, nhiều lần tỏ ra ngạo mạn. Nếu Nguyên Tái không hài lòng về ai, Tấn đoán ý của ông ta, rồi nhục mạ kẻ ấy, không kiêng dè gì. Bấy giờ Tái rất ghét người Nhung Châu là Kinh Triệu doãn Lê Cán, nhưng không tìm được cớ để đuổi đi. Gặp dịp Cán nói chuyện với Tấn, ông mắng: "Doãn là kẻ ngu dốt ở phương nam, làm sao biết việc triều đình!"  

## Sùng Phật
Anh em Tấn thờ Phật, ăn chay kiêng thịt, ông về cuối đời lại càng sùng tín. Tấn và Đỗ Hồng Tiệm bỏ tiền xây chùa không giới hạn. Vợ là Lý thị mất, Tấn bỏ nhà riêng (đệ) ở làng (lý) Đạo Chánh làm chùa, để cầu phúc cho bà ta; tâu xin đặt tên chùa là Bảo Ứng, độ 30 tăng nhân đến trụ trì. Các Tiết độ sứ, Quan sát sứ của các đạo vào chầu, Tấn đều lôi kéo họ đến chùa Bảo Ứng, nói mát đòi họ bỏ tiền ra, giúp việc sửa sang. Lý thị ban đầu là vợ của Tả thừa Vi Tể, Tể mất thì bỏ trốn theo Tấn. Tấn yêu quý, nói dối là vợ, thật ra là thiếp.
Ban đầu Đường Đại Tông ưa chùa chiền, nhưng chưa quá sùng Phật, còn Nguyên Tái, Đỗ Hồng Tiệm và Tấn ưa việc mời cơm tăng đồ. Gặp dịp Đại Tông hỏi đến việc phúc nghiệp báo ứng, bọn Tái thừa cơ khải tấu, khiến cho Đại Tông trở nên sùng tín quá đáng, thường lệnh hàng trăm tăng nhân ở trong cung bày tượng Phật, đọc kinh khấn niệm, gọi là Nội đạo tràng, kéo dài cả trăm ngày. Các tăng nhân này ăn uống những món ngon vật lạ, ra vào hoàng cung bằng ngựa – xe công, đều do bộ Hộ sắp xếp cung cấp. Mỗi khi người Tây Phiên xâm phạm, hoàng đế tập hợp quần tăng tụng kinh Hộ Quốc Nhân vương kinh, nhằm bài trừ tai vạ; nếu may mắn mà kẻ địch rút lui, ắt ban thưởng càng nhiều, không biết đến giới hạn. Hồ tăng Bất Không, được nhận quan chức đến Khanh – Giám, phong tước Quốc công, tự do ra vào cung cấm, thế lực chèn ép công khanh, tranh quyền chiếm oai, giành giật lẫn nhau. Phàm là ruộng đất phì nhiêu ở kinh kỳ đều thuộc về nhà chùa, quan lại không thể ngăn cản. Bè đảng của tăng nhân là bọn trộm cắp, cướp bóc, nối nhau đền tội, nhưng lòng tin của Đại Tông chẳng đổi, còn giáng chiếu đòi quan lại cả nước không được đánh đập làm nhục tăng ni. Đại Tông lại đồng ý cho bọn Tấn dốc tiền dựng chùa, vô cùng lộng lẫy, như Kim Các tự ở Ngũ Đài sơn, đúc đồng làm ngói, trát vàng lên trên, chiếu rọi sơn cốc, chi phí tính ra đến hàng ức vạn tiền.
Bọn Tấn thường khuyên can hoàng đế, đều lấy nghiệp quả làm chứng; Tấn dâng lời rằng: "Khánh tộ nước nhà lâu dài, đều là phúc báo làm vốn, nghiệp lực đã định, dẫu có lúc gặp hoạn nạn, cũng không đáng kể. Vì thế An Lộc Sơn, Sử Tư Minh gây loạn đang hăng, thì gặp vạ con cái; Bộc Cố Hoài Ân sắp nổi loạn thì chết, Tây Nhung phạm khuyết, chưa đánh đã lui. Đây đều là bằng chứng cho việc không phải con người làm ra." Khiến Đường Đại Tông càng sùng tín. Quần thần cũng theo trào lưu ấy, nói rằng đã có sanh tử báo ứng, vì thể việc của người cứ bỏ mặc không cần lo lắng, khiến cho luật pháp – chánh trị thời Đại Lịch ngày càng trở nên trì trệ.
Vào ngày rằm tháng 7 ÂL, Đường Đại Tông ở Nội đạo tràng xây Vu Lan Bồn, khảm đính vàng ngọc, hao phí hàng trăm vạn tiền; còn sắp bài vị của 7 hoàng đế từ Đường Cao Tổ trở đi, bày phiên tiết (cờ hiệu), long tán (lọng rồng), y quan (áo mũ) theo định chế, bên trên cờ hiệu đều ghi rõ tôn hiệu để nhận biết, khiêng ra nội thành, đặt ở nhà chùa. Ngày hôm ấy, Đại Tông bày nghi trượng, bá quan tự xếp hàng ở cửa Quang Thuận để đón, rải hoa cổ vũ, hoan hô đưa rước. Nghi thức này trở thành thông lệ hằng năm, người hiểu biết cười họ làm trái lẽ, cho rằng việc gây tổn hại lễ giáo này bắt đầu từ Tấn vậy! 
Tấn làm tể tướng, cấp Phù điệp của Trung thư tỉnh, lệnh cho vài mươi tăng nhân ở Ngũ Đài sơn chia nhau đi đến quận, huyện, tập hợp tín đồ để giảng thuyết, nhằm xin tiền của. Tấn có tính tham lam, buông thả cho em gái nữ ni và đồng bọn thu nhận hối lộ; bọn chúng thô bỉ và hèn hạ đến mức tranh cãi như đang ở chốn chợ búa.

## Thất thế
Nguyên Tái chịu tội chết, bọn Lưu Yến cũng luận tội Tấn đáng chết. Đường Đại Tông thương xót Tấn đã già, không phán tội chết, mà biếm làm Quát Châu thứ sử, sau đó dời làm Xử Châu thứ sử.
Năm Đại Lịch thứ 14 (779), Tấn được trừ chức Thái tử tân khách, Lưu tư Đông đô (tức là được ở lại Đông đô Lạc Dương). Tháng 12 ÂL năm Kiến Trung thứ 2 (781), Tấn mất, hưởng thọ 82 tuổi.